# 沃罗涅日

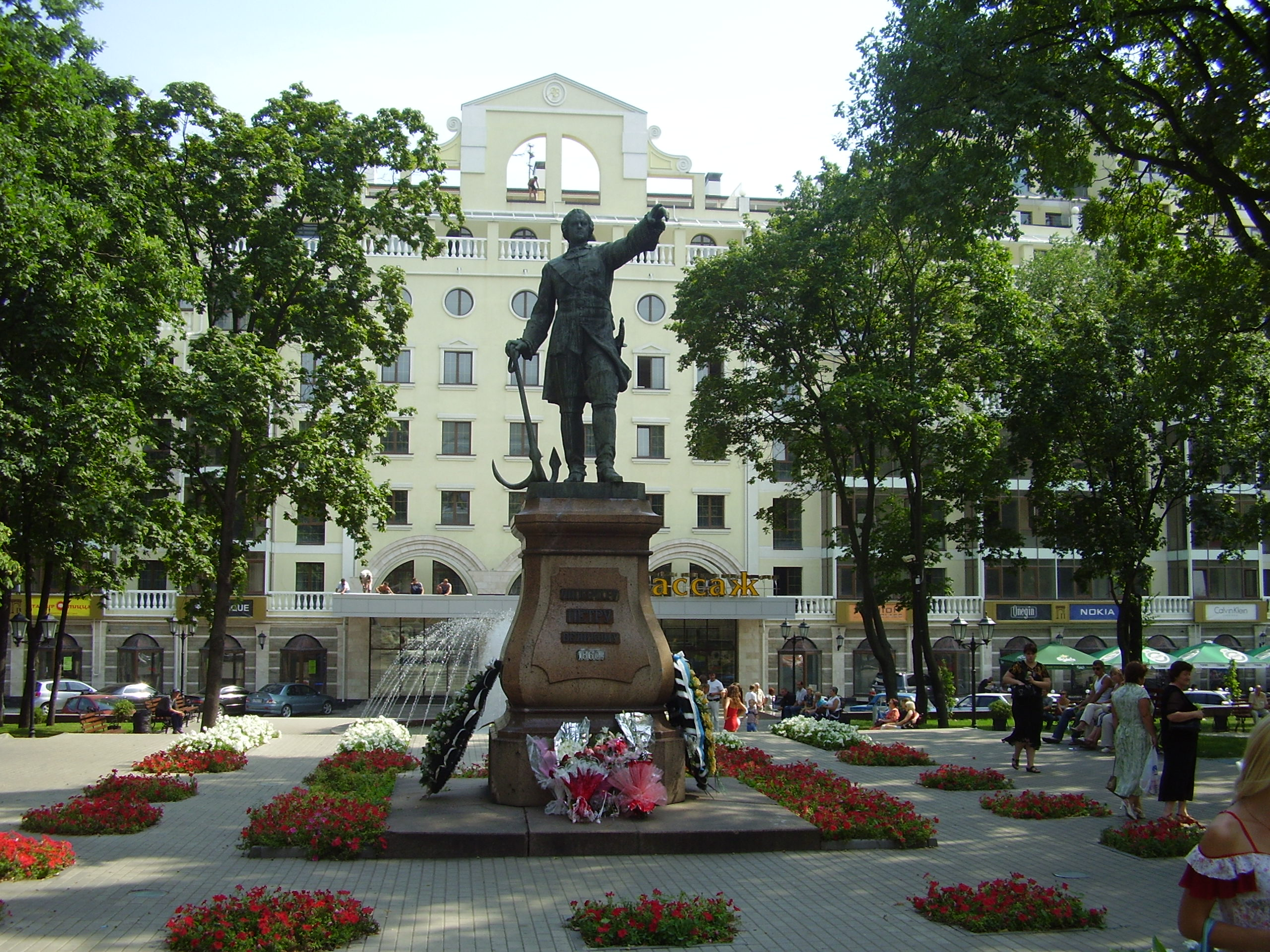
沃罗涅日远景

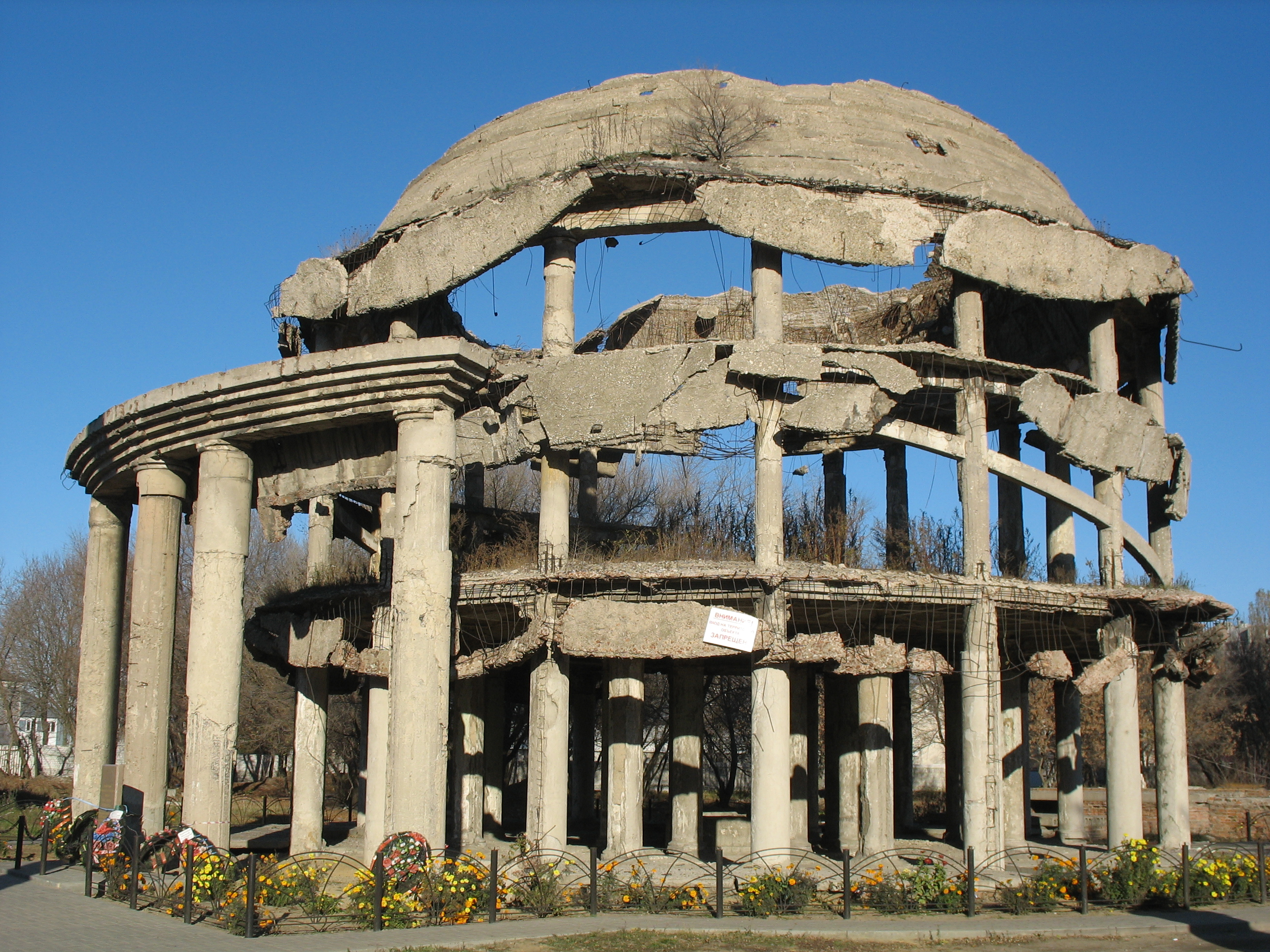
于第二次世界大战期间被摧毁的州儿童医院（保留，以作为一个纪念碑）

沃罗涅日（羅馬化：Voronezh），又譯佛洛尼斯，是俄羅斯沃罗涅日州首府。沃罗涅日在顿河的支流沃罗涅日河上，与交汇处相距12公里。位於連接首都莫斯科和烏克蘭首都基輔以及頓河畔羅斯托夫的鐵路上。公路連接莫斯科和頓河畔羅斯托夫，距離俄烏邊境直綫距離約180公里。始於1585年。2014年人口為1,014,610人。2023年6月24日，瓦格納集團發動兵變，該城被占領。2023年6月25日，瓦格納集團被目击到离开该城。

## 姐妹城市
来源：
- 德国韦塞马施县
- 美国北卡罗莱纳州夏洛特
- 捷克布爾諾
- 中国重庆
- 保加利亚斯利文
- 西班牙莱昂

## 外部連結
- Историческая информация о городе Воронеж （页面存档备份，存于） （俄文）